# El Taray
El Taray är en ort i Mexiko.   Den ligger i kommunen Tamazula de Gordiano och delstaten Jalisco, i den södra delen av landet, 400 km väster om huvudstaden Mexico City. El Taray ligger 1 178 meter över havet och antalet invånare är 363.
Terrängen runt El Taray är lite kuperad. Runt El Taray är det ganska glesbefolkat, med 27 invånare per kvadratkilometer. Närmaste större samhälle är Tamazula de Gordiano, 6,5 km norr om El Taray. I omgivningarna runt El Taray växer huvudsakligen savannskog.